# St Kilda
St Kilda (gael. Hiort) – odizolowany archipelag odległy o 64 kilometry (40 mil) na północny zachód od North Uist w północnej części Oceanu Atlantyckiego. Terytorialnie wyspy wchodzą w skład szkockich Hebrydów Zewnętrznych i są ich najbardziej na zachód wysuniętą częścią. Największą z wysp jest Hirta, której klify są najwyższymi w Wielkiej Brytanii. Gaelickojęzyczna ludność prawdopodobnie nigdy nie przekraczała 180, a po 1851 stu mieszkańców. Wszystkich mieszkańców wyspy ewakuowano w 1930 r. Obecnie zamieszkuje ją jedynie personel wojskowy i pracownicy National Trust. Administracyjnie wyspy należą do Comhairle Na h-Eileanan Siar.
Pochodzenie nazwy St Kilda do dziś budzi wiele wątpliwości. Dziedzictwo kulturowe wyspy obejmuje liczne zabytki architektury, w tym z czasów prehistorycznych. Pierwsze pisemne wzmianki o archipelagu pochodzą z okresu późnego średniowiecza. Na wyspie Hirta w XIX wieku odbudowano średniowieczną wioskę, jednak względy religijne, turystyka oraz wpływ I wojny światowej doprowadziły do rozpadu lokalnej społeczności i ostatecznie do całkowitej ewakuacji wyspy w 1930 roku. Historia archipelagu często była natchnieniem dla artystów, powstała nawet na jej temat współczesna opera. W 1957 założono tu niewielką bazę wojskową.
Cały archipelag należy do funduszu National Trust for Scotland. W 1986 roku jako czwarty obiekt w Szkocji wyspy zostały umieszczone na liście światowego dziedzictwa UNESCO i jest jednym z niewielu miejsc na świecie, które łączy w sobie niepowtarzalną wartość przyrodniczą i kulturową. Wyspy są lęgowiskiem wielu ważnych gatunków ptaków wodnych, takich jak głuptaki (Morus bassanus), maskonury (Fratercula arctica) czy fulmary (Fulmarus glacialis). Miejscowy strzyżyk Troglodytes troglodytes hirtensis i mysz polna Apodemus sylvaticus hirtensis to endemiczne podgatunki występujące tylko w tym rejonie.
Obecnie w sezonie letnim na wyspach pracują grupy ochotników, zajmujących się rekonstrukcją wielu zniszczonych budynków, dawno opuszczonych przez rdzennych mieszkańców.

## Pochodzenie nazwy

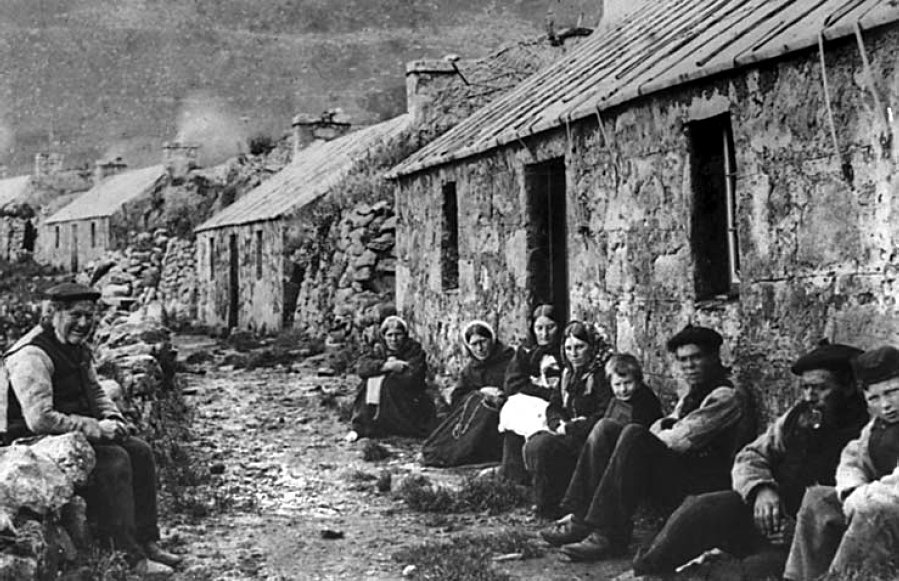
Główna Ulica w 1886

Ponieważ nie ma świętego o imieniu Kilda, powstały różne teorie wyjaśniające pochodzenie nazwy archipelagu. Najwcześniejsze pochodzą z drugiej połowy XVI w. Haswell-Smith (2004) zauważa, że po raz pierwszy pełna nazwa St Kilda pojawia się na holenderskich mapach z 1666 roku, może więc ona pochodzić od skandynawskiego wyrażenia sunt kelda („słodka woda ze studni”) lub od błędnego założenia Holendrów, że nazwa Tobar Childa poświęcona była któremuś ze świętych. (Tobar Childa jest tautologicznym toponimem, składającym się z gaelickiego i nordyjskiego słowa oznaczającego studnię bądź sadzawkę z wodą źródlaną; nazwę tę można by zatem przetłumaczyć jako „studnia studnia”). Martin Martin, który odwiedził to miejsce w 1697 roku, uważa, że nazwa „pochodzi od imienia jednego z mieszkańców wysp i jego imieniem nazwano też wielkie źródło Toubir-Kilda.”

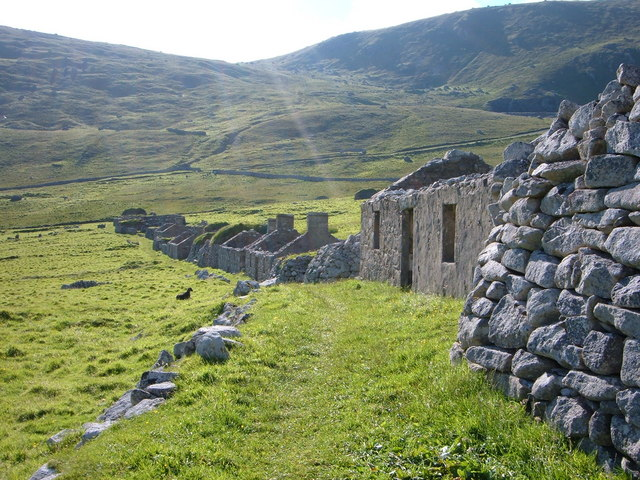
Ulica z nieodrestaurowanymi domami

Podobnie Charles Maclean w swej pracy z 1972 r. sugeruje, że nazwa wysp pochodzi od zniekształconej staronordyjskiej nazwy źródła na Hircie (Childa) i podaje, że na mapach z 1588 r. wyspy figurują jako Kilda. Spekuluje również, że nazwa może odnosić się do zakonu pustelników (Culdee), którzy mogli sprowadzić na wyspę chrześcijaństwo, lub że jest ona zniekształconą formą gaelickiej nazwy głównej wyspy archipelagu, jako że jej mieszkańcy wymawiali r jak l, zwykle nazywając wyspę Hiltą. Steel (1988) potwierdza ten pogląd, dodając, że wyspiarze wymawiali dźwięk h „nieco gardłowo”, co sprawia, że Hirta w ich wykonaniu brzmiała „prawie” jak Kilta.

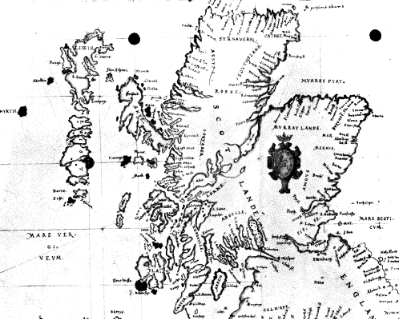
Carte of Scotlande z 1580 r. ukazująca po lewej Hyrth (tj. Hirta) oraz Skaldar (Haskeir) na północnym zachodzie

Maclean sugeruje dalej, że Holendrzy mogli najzwyczajniej popełnić błąd w mapach i pomylić Hirtę ze Skildar – starą nazwą Haskeir, wyspy leżącej dużo bliżej Hebrydów Zewnętrznych. Quine (2000) snuje hipotezę, że współczesna nazwa wynika z całego szeregu błędów kartograficznych, począwszy od staroislandzkiej nazwy Skildir („tarcze”) zapisanej na mapach Nicholasa de Nicolay (1583) jako Skildar. Następnie Lucas J. Waghenaer na swoich mapach z 1592 r. przepisał nazwę błędnie bez końcowego r, za to z kropką po S, co dało S.Kilda. To z kolei zostało przez innych uznane za imię świętego, tworząc tym samym formę używaną przez kolejne stulecia – St Kilda.
Podobnie na wiele sposobów interpretuje się nazwę Hirta, znacznie starszą od obecnie używanej St Kilda. Martin (1703) zapewnia, że „Hirta pochodzi od irlandzkiego Ier, co w tym języku oznacza „zachód”. Maclean przedstawia kilka propozycji, jak choćby (niesprecyzowane) celtyckie słowo oznaczające „mrok” lub „śmierć”, bądź szkockie h-Iar-Tir („zachodnie ziemie”). Na podstawie islandzkiej sagi opisującej trzynastowieczną podróż do Irlandii, w której wspomina się wizytę na wyspie Hirtir, Maclean spekuluje, że wyspa Hirta kształtem przypomina jelenia, Hirtir (staronord. „jelenie”). Steel (1998) przytacza zdanie mieszkającego tam w latach 1829–1844 wielebnego Neila Mackenziego, który uważa, że nazwa wyspy pochodzi od gaelickiego I-Àrd („wysoka wyspa”), a także podaje inną możliwość, że wywodzi się ona ze staronordyjskiego Hirt („pasterz”). W podobnym tonie wypowiada się Murray (1966), spekulując, że źródłosłowem może być staronordyjskie słowo Hirðö, wymawiane jak ‘Hirtha’ („pasterska wyspa”). Wszystkie nazwy wysp i nazwy miejscowe na wyspach szczegółowo omawia Coates (1990).

## Geografia

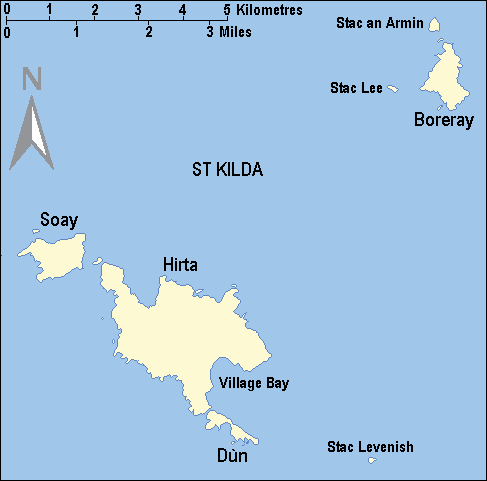
Archipelag St Kilda

Wyspy powstały w trzeciorzędzie i składają się z mocno już zwietrzałych skał magmowych, formacji granitowych i gabro. Cały archipelag jest pozostałością dawno wygasłego pierścienia wulkanicznego wyrosłego z dna około 40 metrów poniżej poziomu morza.
Z powierzchnią 670 ha (1,656 akrów) Hirta jest największą wyspą grupy i obejmuje 78% powierzchni całego archipelagu. Następne co do wielkości są: Soay ('owcza wyspa’; ang. 'sheep island’) – 99 ha (247 akrów) oraz Boreray ('wyspa forteca’; ang. 'the fortified isle’) – 77 ha (190 akrów). Soay leży pół kilometra na północny zachód od Hirty, Boreray 6 kilometrów w kierunku północno-wschodnim. Pomniejsze wysepki i kolumny grupy to Stac an Armin ('kolumna wojownika’; ang. ‘warrior’s stack’), Stac Lee ('szara kolumna’; ang. 'grey stack’), Stac Levenish (‘stumień’ lub ‘potok’; ang. ‘stream’ lub ‘torrent’). oraz Stac Biorach ('szpiczasta kolumna’). Wyspa Dùn (‘fort’), osłaniająca zatokę Village Bay od dominujących w tym rejonie południowo-zachodnich wiatrów, była kiedyś połączona z Hirtą naturalnym sklepieniem łukowym. Maclean (1972) sugeruje, że łuk ten uległ zniszczeniu od uderzenia galeonu uciekającego przed Wielką Armadą. Inne źródła, jak Mitchell (1992) i Fleming (2005), jako bardziej wiarygodne wskazują, że łuk był po prostu zmieciony przez jeden z wielu srogich sztormów nawiedzających wyspy każdej zimy.
W czasach współczesnych jedynym zamieszkanym miejscem archipelagu była zatoka Village Bay (Gaelic: Bàgh a’ Bhaile lub Loch Hiort) przyległa do Hirty. Ślady wczesnego osadnictwa posiadają również Gleann Mòr na północnym wybrzeżu oraz wyspa Boreray. Zbliżając się do Hirty drogą morską od strony Village Bay, wydaje się co prawda, że jest tam niewielka osada, otoczona z tyłu łukiem wysokich, pofałdowanych wzgórz, jednak jest to tylko złudzenie.

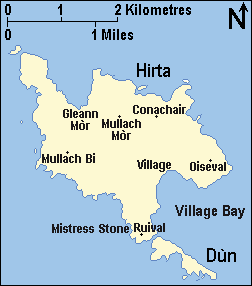
Hirta i Dùn

Najwyższym wzniesieniem archipelagu (430 metrów), jest znajdujący się na Hircie, na północ od wioski, Conachair ('latarnia morska’; ang. 'the beacon’). Na południowym wschodzie znajduje się jeszcze wysoki na 290 metrów Oiseval ('wschodni spadek’; ang. 'east fell’), oraz na zachód od Conachair – Mullach Mòr ('szczyt wzgórza’; ang. 'big hill summit’) z 361 metrami. Ruival ('czerwony spadek’; ang. 'red fell’) 137 metrami oraz Mullach Bi ('filarowy szczyt’; ang. 'pillar summit’) z 358 metrami dominują nad zachodnimi klifami. Boreray sięga 384 metrów a Soay  378 metrów. Zadziwiający Stac an Armin osiąga 196 metrów, a Stac Lee, 172 metrów, co czyni te dwie formacje najwyższymi kolumnami morskimi w Wielkiej Brytanii. Cała północna strona Conachair to pionowy klif wysoki na 427 metrów, wyrastający prosto z wody, co czyni go najwyższym klifem Wielkiej Brytanii.
Klify St Kildy są określane najbardziej spektakularnymi na Wyspach Brytyjskich. Baxter i Crumley (1988) sugerują, że St Kilda: „...to szaleństwo, to zbiór wszystkich boskich krajobrazowych luksusów i zbędnego przepychu jakie w swym szaleństwie stworzył i rozrzucił niedbale na atlantyckim pustkowiu, 160 km od zgubnego wpływu stałego lądu, 64 km na zachód od najbardziej wysuniętych wysp zachodnich. Dla siebie tylko zachował to, co najlepsze i wetknął w ten kawałek ziemi jako dowód swego szaleństwa”.

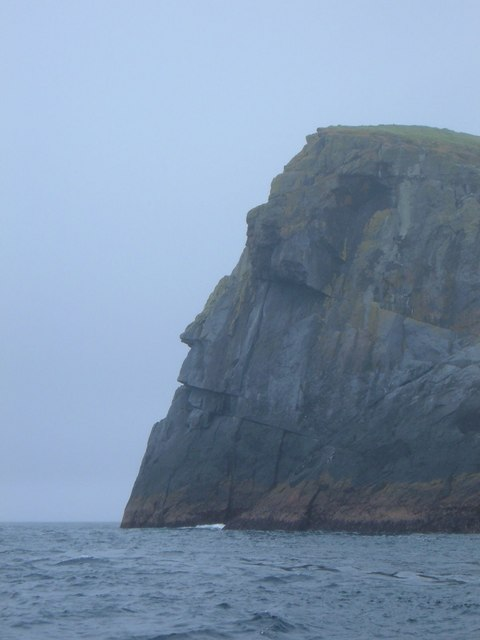
Cliff z zarysem twarzy ludzkiej na Stac Levenish

Mimo że do najbliższego lądu jest 64 kilometrów, St Kilda jest widoczna ze szczytów Cuillin na wyspie Skye odległej o 129 kilometrów. Na wyspie panuje oceaniczny klimat z dużą ilością opadów (1,400 mm) oraz wysoką wilgotnością. Temperatury przeważnie niskie; średnia dla stycznia wynosi 5,6 °C, 11,8 °C w lipcu. Wiatry, szczególnie silne zimą, wieją przeważnie z południa i południowego zachodu. Przez ok. 85% czasu przeciętna szybkość wiatru wynosi 13 kilometrów na godzinę, przez resztę osiąga ponad 24 kilometry na godzinę. W skali roku wichury występują mniej niż 2% czasu, wiatr, głównie na szczytach, w porywach potrafi wtedy osiągać 185 km/h. Na powierzchni oceanu udało się nawet parokrotnie zanotować 209 km/h. Przypływy mają zakres 2,9 metra; fale oceanu regularnie osiągają 5 metrów, co czyni przybicie do lądu bardzo trudnym a często wręcz niemożliwym. Oceaniczne położenie chroni wyspy przed śniegiem, który to pokrywa ziemię nie więcej niż dwanaście dni w roku.
Odległe położenie od lądu oraz oceaniczny klimat archipelagu można porównać tylko do paru miejsc w Wielkiej Brytanii takich jak Wyspy Flannana, North Rona, Sula Sgeir, oraz Bishop’s Isles na południowej części Hebrydów Zewnętrznych. Administracyjnie St Kilda była częścią strefy administracyjnej Harris historycznego hrabstwa Inverness-shire. Obecnie przynależy do Comhairle Na h-Eileanan Siar (Western Isles).

## Flora i fauna

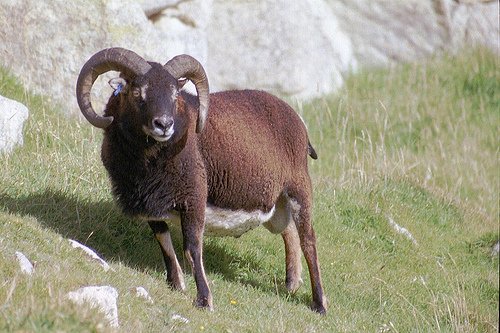
Baran Soay na wyspie o tej samej nazwie

Archipelag St Kilda to miejsce lęgowe dla wielu gatunków ptaków morskich. Tu mieszczą się największe na świecie kolonie głuptaków – łącznie 30 000 par, co daje 24% światowej populacji. Tu też gnieździ się 49 000 par nawałnika dużego – ponad 90% europejskiej populacji; 136 000 par maskonurów – ok. 30% populacji brytyjskiej oraz 67 000 par fulmarów – ok. 13% populacji brytyjskiej. Wyspa Dùn jest lęgowiskiem najliczniejszej kolonii fulmarów w Wielkiej Brytanii. Do 1828 St Kilda była zresztą jedynym znanym lęgowiskiem tych ptaków na wyspach brytyjskich, w latach późniejszych ptaki zaczęły zasiedlać inne miejsca, jak choćby Fowlsheugh. Ostatnia alka olbrzymia (Pinguinus impennis) jaką widziano na terenie Zjednoczonego Królestwa, została zabita na Stac an Armin w czerwcu 1840. Nietypowe zachowania miejscowych wydrzyków wielkich zostały zarejestrowane w 2007 w trakcie badań nad spadkami populacji nawałnika dużego. Używając noktowizorów, ekolodzy zaobserwowali nocne polowania tych ptaków na fulmary – rzecz niespotykaną dotychczas wśród ptactwa morskiego.
Na St Kilda żyją dwa endemiczne podgatunki: podgatunek strzyżyka (Troglodytes troglodytes hirtensis) oraz podgatunek myszy zaroślowej Apodemus sylvaticus hirtensis (ang. St. Kilda Field Mouse). Trzecim endemicznym gatunkiem na St Kilda był podgatunek myszy domowej Mus musculus muralis (ang. St Kilda House Mouse), który ze względu na ścisłe powiązanie z budynkami i osadą zniknął kompletnie po ewakuacji ludności. Gatunek ten posiadał wiele wspólnych cech z podgatunkiem Mus musculus mykinessiensis bytującym na wyspie Mykines w archipelagu Wysp Owczych. Podczas gdy jedne gatunki znikają, inne pojawiają się na wyspach. Przykładem tych drugich może być bytująca obecnie na Hircie foka szara, która pojawiła się tu dopiero po wspomnianej ewakuacji z 1930.

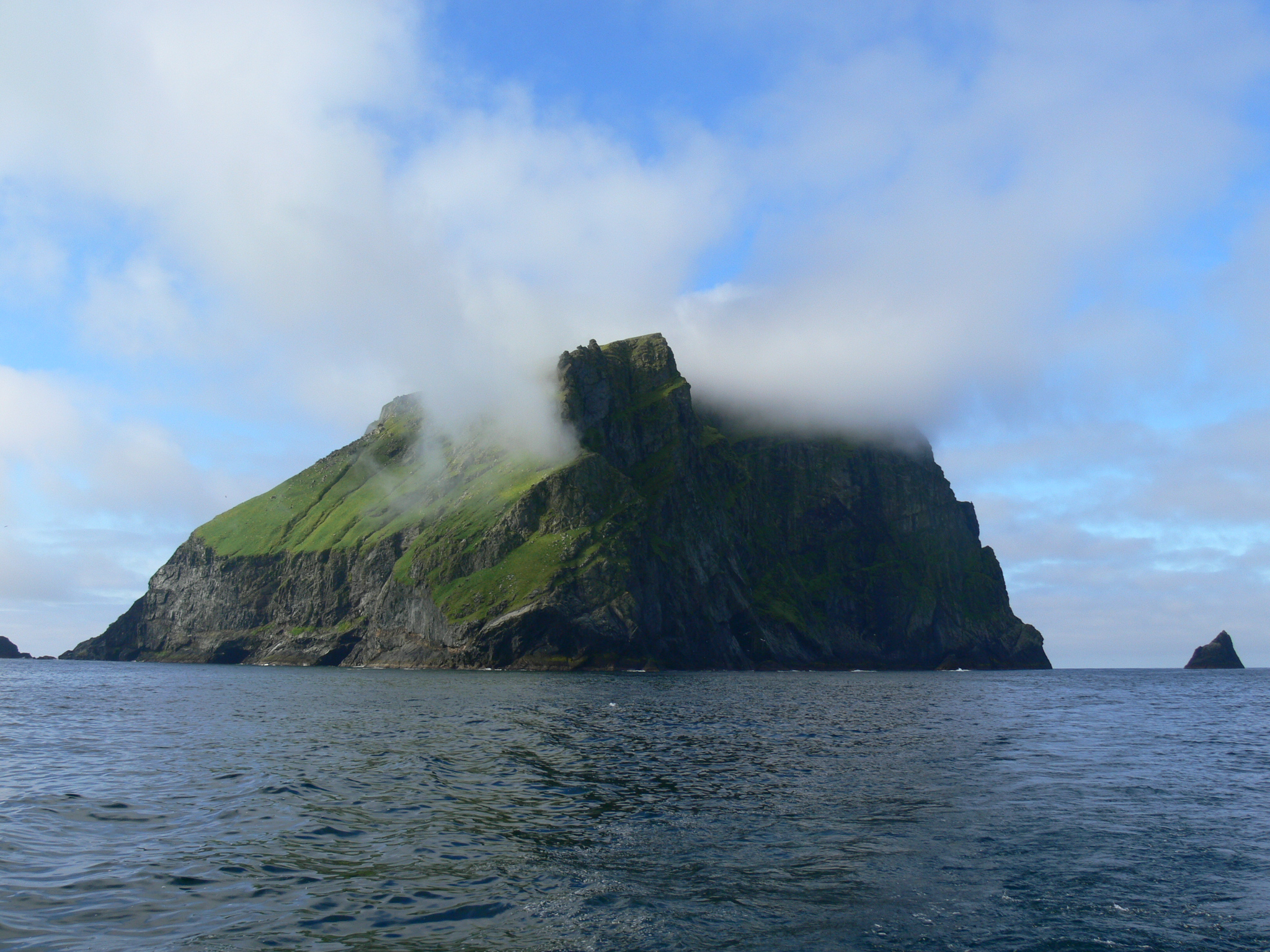
Soay we mgle

Mieszkańcy St Kilda chowali do 2000 owiec, zabranych w większości wraz z nimi podczas ewakuacji. Na wyspach zostało stado 107 rdzennych owiec rasy Soay przetransportowanych na Hirtę z Soay i obecnie zdziczałych. Owce Soay są bardzo prymitywną rasą, która nie wymaga strzyżenia. Ich liczba waha się od 600 do 1700 na Hircie i wynosi ok. 200 na Soay. Kilka z nich zostało wysłanych poza wyspy tak by stworzyć nowe hodowle cenione ze względu na ich odporność i niewielkie rozmiary. Owce te preferowały pastwiska z kostrzewą czerwoną, babką oraz zawciągiem, które wykształcały się na terenach wystawionych na działanie fal morskich. Na wyspie Boreray także żyje zdziczała i jedna z najbardziej zagrożonych ras owiec.
Odizolowane położenie archipelagu skutkowało niewielką różnorodnością biologiczną. Tylko 58 gatunków motyli i ciem występuje na wyspach, podczas gdy na Hebrydach Zewnętrznych jest ich już 367. O charakterze szaty roślinnej decyduje zasolenie siedlisk, znaczny udział kwaśnych torfowisk i oddziaływanie silnych wiatrów. Na żadnej z wysp nie rosną drzewa. Występuje tu ponad 130 różnych gatunków roślin, 162 gatunki grzybów i 160 mszaków. Pośród 194 gatunków porostów jest kilka niezmiernie rzadko spotykanych. Otaczające wody opanowały listownicowce, tworząc miejsce bytowania dla wielu bezkręgowców morskich.
Plaża w zatoce Village Bay jest nietypowa ze względu na niewielką ilość piasku cofającego się w zimowych miesiącach. Podczas tego procesu odsłaniają się sporych rozmiarów otoczaki. Badania plaży z roku 1953 odkryły tylko jeden gatunek zamieszkujący ten teren – Eurydice pulchra z rzędu skorupiaków.

## Życie mieszkańców

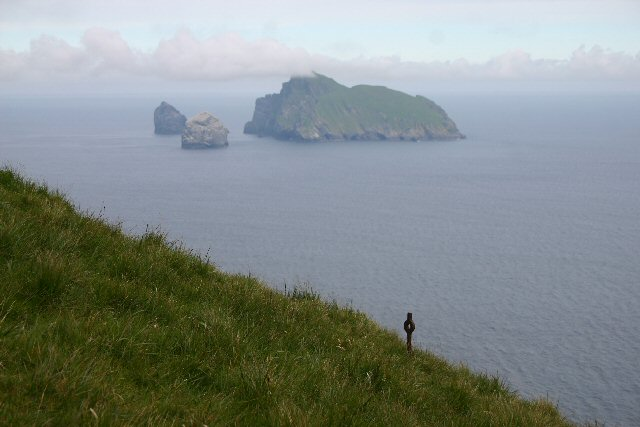
Kildyjczycy płacili część swojej daniny złapanym ptactwem morskim; kołki na linę, pozwalające na spuszczenie się po ścianie klifu do gniazd, w niektórych miejscach stoją do dziś

Cechą wyróżniającą życie mieszkańców na St Kildzie była ich izolacja. Kiedy Martin Martin odwiedził wyspy w 1697 roku, jedynym sposobem dostania się na nie było wykorzystanie długiej, otwartej łodzi, co mogło zająć kilka dób, przy nieustannym wiosłowaniu przez otwarte morze. Przedsięwzięcie to graniczyło z niemożliwym na jesieni i w zimie. O każdej porze roku fale sięgały 12 metrów, zacinając o plaże Village Bay. Nawet w spokojne dni przybijanie do brzegu zbudowanego ze śliskich skał było ryzykowne. Rodowici mieszkańcy, odcięci od reszty świata przez pogodę i dystans, niewiele wiedzieli o innych kulturach. Po bitwie pod Culloden w 1746 roku fama niosła, że Karol Edward Stuart i niektórzy z jego pomocników-jakobitów schronili się na wyspie. Wysłana została ekspedycja, w wyniku której grupa brytyjskich żołnierzy zacumowała przy nabrzeżu na Hircie. Zastali tam opuszczoną wioskę, której mieszkańcy w obawie przed piratami schronili się w jaskiniach na zachodzie. Kiedy zostali zmuszeni do opuszczenia kryjówek, żołnierze przekonali się, że odizolowani autochtoni niczego nie wiedzieli o księciu i nigdy nie słyszeli o Królu Jerzym.
Nawet pod koniec XIX wieku wyspiarze mogli komunikować się z resztą świata tylko poprzez rozpalanie ogniska na szczycie Conachair i liczyć na to, że zauważy je któryś z przepływających statków. Innym sposobem było używanie „St Kilda mailboat” – kildyjskiej „łodzi pocztowej”. Był to wynalazek Johna Sandsa, dziennikarza żyjącego z mieszkańcami przez większość roku 1877. Podczas jego pobytu na wyspie wylądowało też dziewięciu austriackich rozbitków z porzuconego tu statku, w lutym zaś zaczęło brakować żywności. Sands doczepił wiadomość do koła ratunkowego ocalałego z Peti Dubrovacki, a następnie wrzucił do morza. Dziewięć dni później wiadomość została odnaleziona na wyspie Birsay z archipelagu Orkadów i wyspiarze otrzymali niezbędną pomoc. Kildyjczycy zainspirowani tym pomysłem wystrugali kawałek drewna na kształt łódki, przywiązali doń pęcherz z owczej skóry, w środku zaś umieścili małą butelkę lub puszkę z wiadomością. Taką wiadomość puszczano, kiedy wiał północno-zachodni wiatr; dwie trzecie wiadomości znajdowano później na zachodnim wybrzeżu Szkocji lub rzadziej w Norwegii.

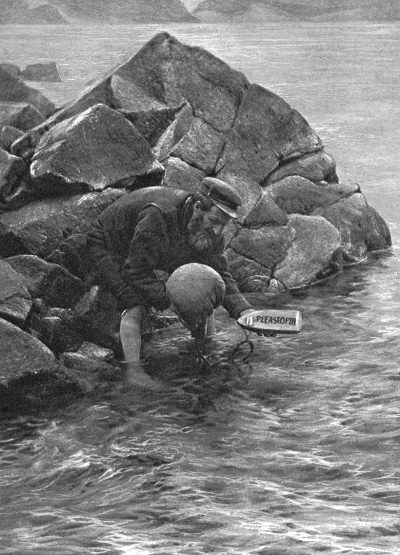
Wodowanie St Kildiańskiej poczty wodnej

Kolejnym ważnym aspektem życia na wyspie była dieta. Wyspiarze chowali owce, kilka krów oraz mieli możliwość uprawiania niewielkiej ilości produktów, takich jak jęczmień czy ziemniak na skromnym obszarze ziemi nad Village Bay. Samuel Johnson odnotował, że XVIII wieku mleko owiec wyrabiane było „w formie małych serów”. Ze względu na częste sztormy i nieprzewidywalną pogodę, wyspiarze unikali rybołówstwa. Podstawą ich zaopatrzenia w żywność było zatem obficie występujące ptactwo, zwłaszcza głuptaki i petrele. Ptaki te spożywane były zarówno na świeżo, jak i wędzone, konsumowano także ich jaja. XIX-wieczne badania wykazały, że mieszkańcy zabijają nawet do 12 tysięcy fulmarów rocznie, zbierając pisklęta na początku sierpnia. Pobierano z nich m.in. cenny dla ludu olej, którego rocznie pobierano z żołądkow ptaków ok. 270 l. Łapano również dorosłe maskonury używając do tego celu rodzaju wędki z pętlą na końcu. Jednakże ten sposób życia miał swoją cenę. Kiedy w 1799 wyspę odwiedził Henry Brougham zaobserwował: „w powietrzu unosi się odór prawie nie do zniesienia – to mieszanina zgniłych ryb, przemieszana ze smrodem wszelkiego ptactwa”. Prace wykopaliskowe przy Taigh an t-Sithiche (dom wróżek – patrz niżej), prowadzone w 1877 przez Sandsa, odsłoniły wśród różnych kamiennych narzędzi pozostałości głuptaków, owiec, krów i skorup mięczaków z rodzaju czaszołka. Wiek budynku szacuje się na 1,7–2,5 tys. lat, co pokazuje, że dieta kildyjczyków nie zmieniła się bardzo przez tysiąclecia. Mieszkańcy wyspy rozpoznali znalezione narzędzia i potrafili je nazwać, gdyż podobne przyrządy są tam wciąż w użyciu.

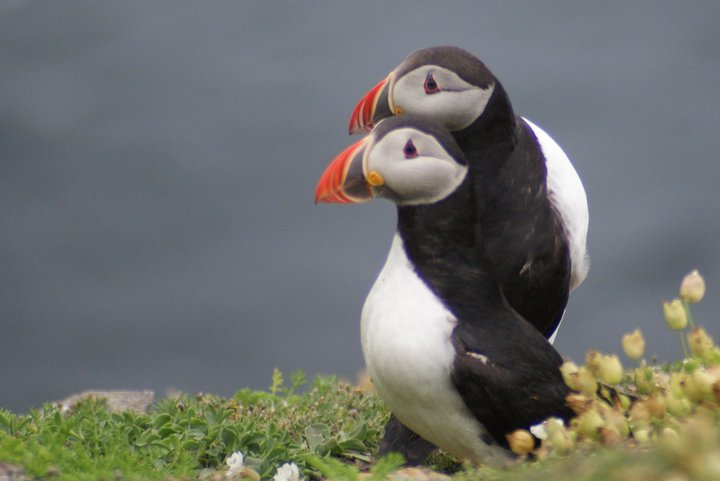
Maskonury (Fratercula arctica). Ptactwo morskie było podstawą diety na St Kildzie

Ten sposób polowania na ptactwo wyrobił wśród mieszkańców niezwykłe umiejętności wspinaczkowe, zwłaszcza po stromych morskich kolumnach i klifach. Z ważną wyspiarską tradycją związana była „Skała Ukochanej” (Mistress Stone) – formacja w kształcie drzwi, utworzona w skałach północno-zachodniej części Ruival i zwisająca nad żlebem. Młodzi wyspiarze musieli przejść tam pewien rytuał, by dowieść swego męstwa na graniach i być godnym poślubienia swej wybranki. Martin Martin opisał to tak:

Na skalnej ścianie na południe od miasta znajduje się słynny kamień, zwany „skałą ukochanej”. Z wyglądu przypomina drzwi i mieści się na samej krawędzi klifu, który jest pionową ścianą wysokości dwudziestu lub trzydziestu sążni. Kształt ten widoczny jest na milę. Każdy kawaler-zalotnik zobligowany jest prastarym zwyczajem, by na nadprożu tych drzwi, stawiając to sobie za punkt honoru, dać dowód uczucia miłości do swej ukochanej. A tak to wygląda: ma on stanąć na lewej nodze, opierając o skałę tylko połowę stopy, następnie przekłada prawą stopę jeszcze bardziej na lewo i pochylając się w tej pozycji wyciąga obie ręce jeszcze dalej w kierunku prawej stopy. Dokonawszy tego, śmiałek zdobywa niezłą reputację, uznawany odtąd zawsze za wartego najznamienitszych panien na świecie: mieszkańcy mocno wierzą, że wyczyn ten zawsze przynosi pożądany efekt.
Ponieważ jest to miejscowy zwyczaj, jeden z mieszkańców usilnie prosił, abym powiedział mu przed odjazdem, kiedy sam zamierzam poddać w ten sposób próbie swoje męstwo, chciał mi bowiem przy tym towarzyszyć. Odpowiedziałem mu, że w moim przypadku wyczyn ten przyniósłby skutek odwrotny do zamierzonego – pozbawiając mnie jednocześnie życia, jak i wybranki mojego serca

.

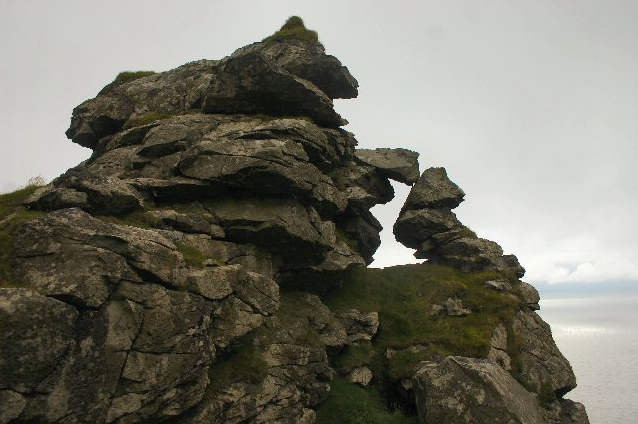
Mistress Stone

Kildyjczycy codziennie rano spotykali się na zebraniu swojego „parlamentu” – spotkanie organizowano na głównej ulicy, zaraz po porannych modlitwach. Uczestniczyli w nim wszyscy dorośli mężczyźni. Nikt tym spotkaniom nie przewodniczył i każdy miał prawo głosu. Ustalano głównie plan dnia i podział zajęć. Jak pisał Steel (1988), „Dyskusja często przeradzała się w spory, nigdy jednak w historii nie zanotowano, by waśnie były na tyle poważne by podzielić społeczność”. Takie pojęcie wolnego społeczeństwa natchnęło Enrica Mirallesa podczas tworzenia nowego budynku szkockiego parlamentu, otwartego w październiku 2004.
Pomimo trudnych warunków życia, pod niektórymi względami kildyjczycy byli szczęściarzami – izolacja oszczędziła im wiele zła mającego miejsce w innych zakątkach świata. W 1697 roku Martin zauważył, iż mieszkańcy wyspy wyglądają „na szczęśliwszych od większości ludzkości, będąc niemalże jedynymi ludźmi na świecie, którzy czują słodycz prawdziwej wolności”, w XIX wieku zaś ich zdrowie oraz dobre samopoczucie pozytywnie kontrastowało z kondycją ludzi gdziekolwiek indziej na Hebrydach. Nie było to utopijne społeczeństwo; wyspiarze posiadali pomysłowe drewniane kłódki do zabezpieczania swoich włości, oraz kary finansowe nakładane za popełnione wykroczenia. Niemniej jednak żaden mieszkaniec St Kildy nie walczył w wojnie, a w ciągu czterech wieków historii nie odnotowano żadnego poważnego przestępstwa popełnianego przez wyspiarza.

## Historia

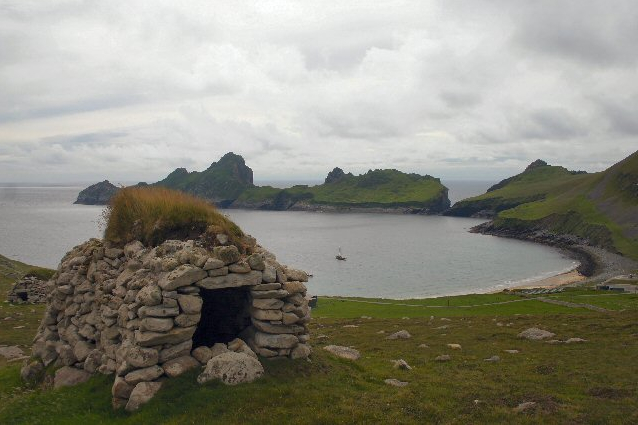
„Cleit” nad zatoką Village Bay

### Prehistoria
Badania wykazały, że St Kilda była zamieszkana przez co najmniej dwa tysiąclecia – od czasów epoki brązu do XX wieku. Na tych terenach odkryto także ślady wcześniejszego osadnictwa, jeszcze z czasów neolitu: odłamki wyrobów ceramicznych w stylu hebrydzkim znalezione na wschód od wioski. Podczas dalszych prac odkryto kamieniołom na Mullach Sgar nad zatoką, w którym wyrabiano kamienne narzędzia – świadczą o tym znalezione w zatoce Village Bay liczne motyki, kamienie szlifierskie oraz noże Skaill. Te narzędzia najprawdopodobniej pochodzą z czasów neolitu. Na wyspach znajdują się również unikalne kamienne budynki gospodarcze cleiteany (patrz niżej).

### Od XIV do XVII wieku
Pierwsze zapiski na temat St Kildy pochodzą z roku 1202: islandzki kleryk zanotował, iż znalazł schronienie na „wyspach, które zwane są Hirtir”. Wczesne relacje informują o znalezionych broszkach, żelaznym mieczu i duńskich monetach; także skandynawska nazwa miejsca wskazuje stałą obecność wikingów na Hircie, jednakże nie przetrwały obecnie żadne namacalne dowody. Pierwsza wzmianka w języku angielskim pochodzi z drugiej połowy XIV wieku, kiedy to szkocki kronikarz John z Fordun wspomina o 'wyspie Irta’ (ang. 'the isle of Irte), o której wiadomo, że znajduje się na krańcu świata. Wyspy historycznie były częścią podległą klanowi MacLeod z Harris, który ustanowił zarządce odpowiedzialnego za ściąganie czynszu oraz innych podatków z wyspiarzy. Pierwszy szczegółowy raport z wizyty na wyspie datowany jest na rok 1549, kiedy to Donald Munro proponował: (pisownia oryginalna) „The inhabitants thereof ar simple poor people, scarce learnit in aney religion, but M’Cloyd of Herray, his stewart, or he quhom he deputs in sic offfice, sailes anes in the zear ther at midsummer, with some chaplaine to baptize bairnes ther.”
Pomimo usilnych starań kapelana, odizolowanie wyspiarzy oraz zależność od szczodrości natury sprawiły, że ich filozofia życia więcej miała wspólnego z druidyzmem niż z chrześcijaństwem Do czasu przybycia Johna MacDonalda w 1822, Macauley (1764) odnotował istnienie pięciu druidzkich ołtarzy, wliczając w to duży kamienny krąg, zamocowanych pionowo w ziemi niedaleko Stallir House na wyspie Boreray.
Coll MacDonald z wyspy Colonsay najechał Hirtę w 1615, łupiąc 30 owiec i wiele zapasów jęczmienia. Po tym zdarzeniu, wyspa zyskała opinię „obfitej”. W czasach wizyty Martina w 1697 populacja liczyła 180 mieszkańców, „orszak” stiuarda liczył zaś do 60 osób, do którego to: „wybrał najbardziej ‘wątłych’ pośród swych przyjaciół z sąsiednich wysp, by zabrać ich od czasu do czasu na St. Kildę, aby miło spędzili czas na korzystaniu z dobroci i bogactw, pożywnej, choć prymitywnej diety wyspy, oraz by powrócili do swej właściwej siły i zdrowia.”

### Religia i turystyka w XVIII i XIX wieku

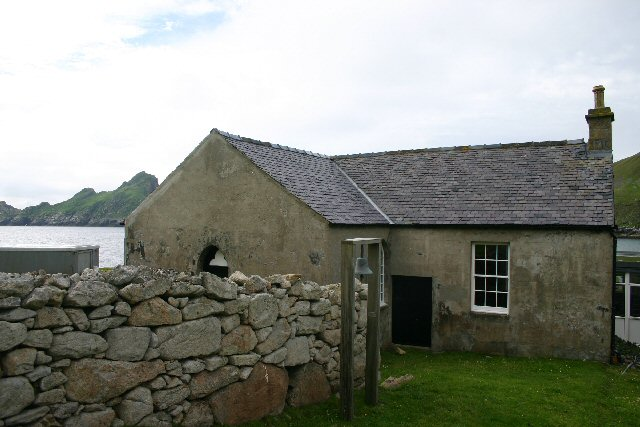
Klasa (po prawej stronie stronie zdjęcia) dobudowana jako aneks do kościoła w 1884

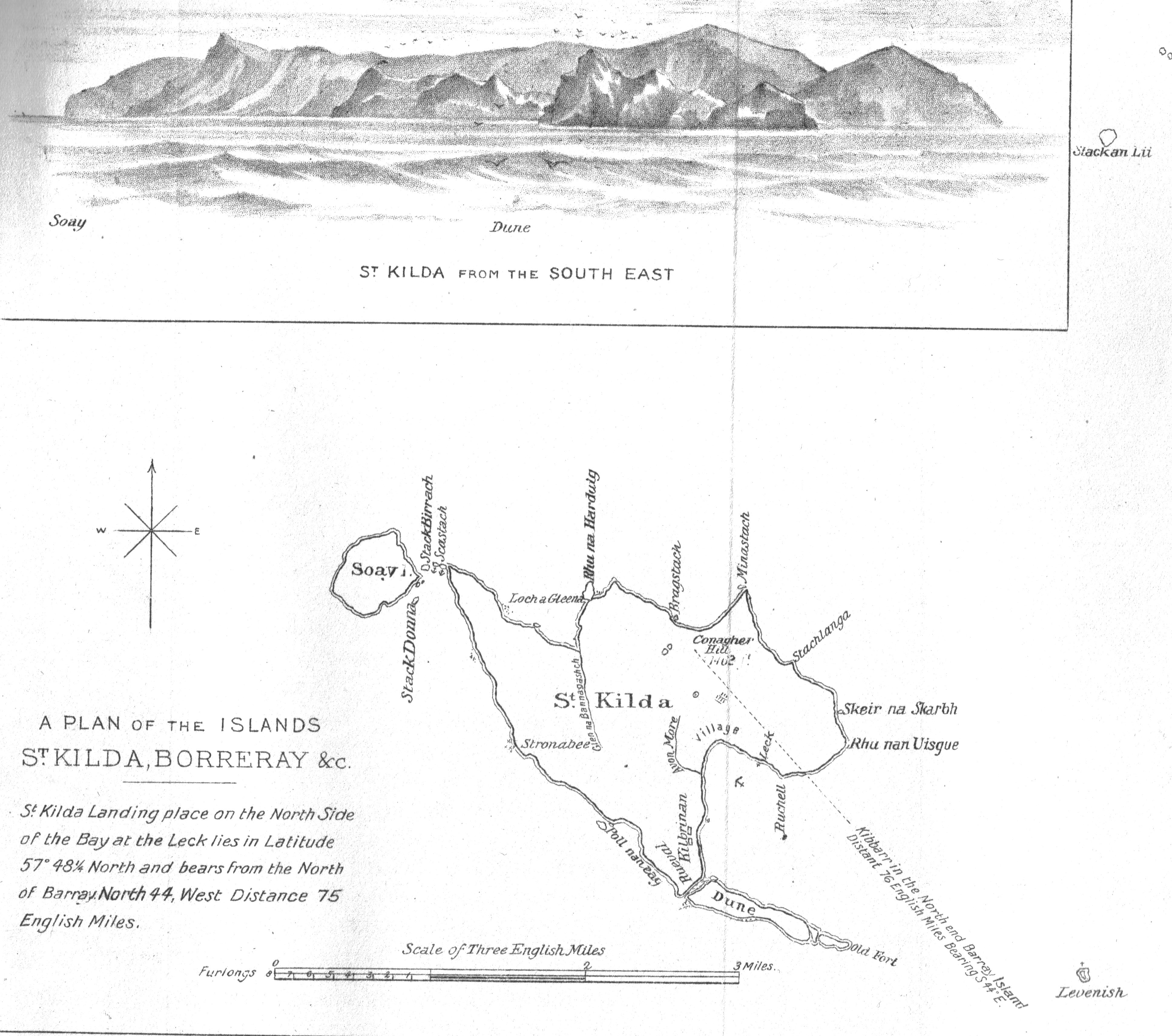
Mapa linii brzegowej wysp Saint Kilda i Soay w roku 1888.

Statki odwiedzające wyspy w XVIII wieku przyniosły ze sobą cholerę i ospę. W 1727 straty w ludziach były tak wielkie, że pozostała przy życiu garstka mieszkańców nie była nawet w stanie stworzyć pełnej załogi łodzi; sprowadzono więc nowe rodziny z Harris. Do 1758 populacja wzrosła do 88, by pod koniec wieku liczyć prawie stu mieszkańców. Liczba ta pozostała na podobnym poziomie do roku 1851, kiedy to 36 mieszkańców wyemigrowało do Australii na pokładzie Priscilli; była to strata, której wyspiarze nigdy nie zrekompensowali. Emigracja była po części winą zamknięcia przez lairda szkockiego kościoła wraz z plebanią na kilka lat podczas rozłamu w Kościele, który doprowadził do powstania Wolnego Kościoła Szkocji.
W 1705 roku na St Kildę przybył misjonarz Alexander Buchan, jednak pomimo długiego pobytu nie potrafił zaszczepić u mieszkańców zrębów zorganizowanej religii. Zmieniło się to w 1822, gdy na wyspie pojawił się John MacDonald zwany 'Apostołem północy’. Z wielkim zapałem zabrał się do pracy, wygłaszając 13 długich kazań w ciągu pierwszych jedenastu dni. Regularnie powracał, zbierał fundusze na rzecz kildyjczyków, choć był zniesmaczony ich niską wiedzą religijną. Wyspiarze przyjęli go z entuzjazmem i rozpaczali, gdy opuszczał ich po raz ostatni osiem lat później. Jego następcą przybyłym na Hirtę 3 lipca 1830, był wielebny Neil Mackenzie, rezydent Kościoła Szkocji, pastor, który podniósł wielce warunki życia mieszkańców. Zreorganizował rolnictwo, był pomocny w odbudowie wioski (patrz niżej) oraz nadzorował budowę nowego kościoła i plebanii. Z pomocą Gaelic School Society, MacKenzie wraz z żoną zapoczątkował na Hircie oficjalną edukację, otwierając codzienną szkołę, w której uczono czytania, pisania i arytmetyki oraz szkółkę niedzielną do edukacji religijnej.
Mackenzie opuścił wyspę w 1844, a  w roku 1865 na wyspę przybył wielebny John Mackay. Pomimo uwielbienia kildyjczyków dla Mackenziego, który pozostał w Kościele szkockim, wyspiarze dostali się pod wpływy nowego Wolnego Kościoła Szkocji. Nowy pastor  Kościoła był religijnym fanatykiem, Wprowadził m.in. zwyczaj dwu- trzygodzinnych nabożeństw niedzielnych, podczas których obecność była obowiązkowa. Jeden z przybyłych w 1875 roku gości tak opisał sytuację: „Niedziela była niesamowicie ponurym dniem. Na dźwięk dzwonu cała ludność ze spuszczonym wzrokiem i pełnym bólu spojrzeniem pędziła do kościoła. Wyglądało, że grzechem jest nawet rozglądać się na boki.”

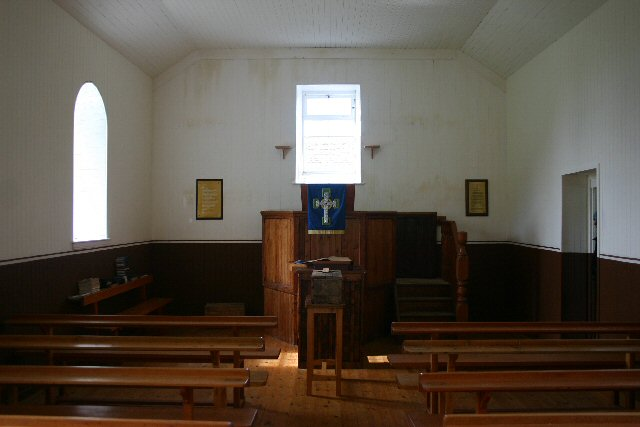
Wnętrze kościoła w Oiseabhal, St Kilda

Czas spędzony na spotkaniach religijnych poważnie zachwiał codziennością wyspiarzy. Starszyzna oraz dzieci, które hałasowały, zostały stosownie pouczone oraz postraszone wielką karą w zaświatach. Podczas okresu głodu na wyspie, statek ze zbawiennym pożywieniem przybył w sobotę, jednak pastor nakazał mieszkańcom spędzić czas na przygotowaniach do niedzielnych posług, statek zaś został rozładowany dopiero w poniedziałek. Dzieciom zabroniono gier i zabaw oraz nakazano zawsze nosić przy sobie Biblię. Kildyjczycy znosili Mackaya przez 24 lata.
Turystyka miała odmienny, choć podobnie destabilizujący wpływ na St Kildę. Podczas XIX wieku, Hirtę zaczęły odwiedzać parowce, umożliwiając wyspiarzom sprzedaż tweedów oraz ptasich jaj i tym samym wprowadzając pojęcie pieniądza. Działo się to jednakże kosztem poczucia ich własnej wartości, jako że turyści uważali ich za dziwaków. Statki przyniosły ze sobą również nieznane wcześniej choroby, zwłaszcza tetanus infantum, który pod koniec XIX w podniósł umieralność niemowląt do 80%. Cnatan na gall zwana też „okrętowym kaszlem”, choroba przybyła na Hirtę wraz z jednym ze statków, stała się odtąd wyspiarską codziennością.
Na początku XX wieku, oficjalne szkolnictwo zagościło na wyspie, a w 1906 kościół został rozbudowany na potrzeby szkoły. Wszystkie dzieci mogły uczyć się teraz angielskiego oraz ojczystego gaelickiego. Umiejętności akuszerskie, zabronione na wyspie przez wielebnego Mackay,ograniczyły występowanie tężca u dzieci. Od lat 80. XIX, statki rybackie łowiące na północnym Atlantyku regularnie odwiedzały wyspę, zwiększając tym samym handel. Wzmianki na temat ewakuacji pojawiły się w roku 1875, za czasów kadencji MacKaya, jednak pomijając okazyjne braki pożywiania oraz epidemię grypy w 1913, populacja była stabilna i wahała się pomiędzy 75 a 80 mieszkańców. Nic nie wskazywało, że w przeciągu kilku lat tysiącletnia historia pobytu człowieka na wyspie ma się zakończyć.

### I wojna światowa

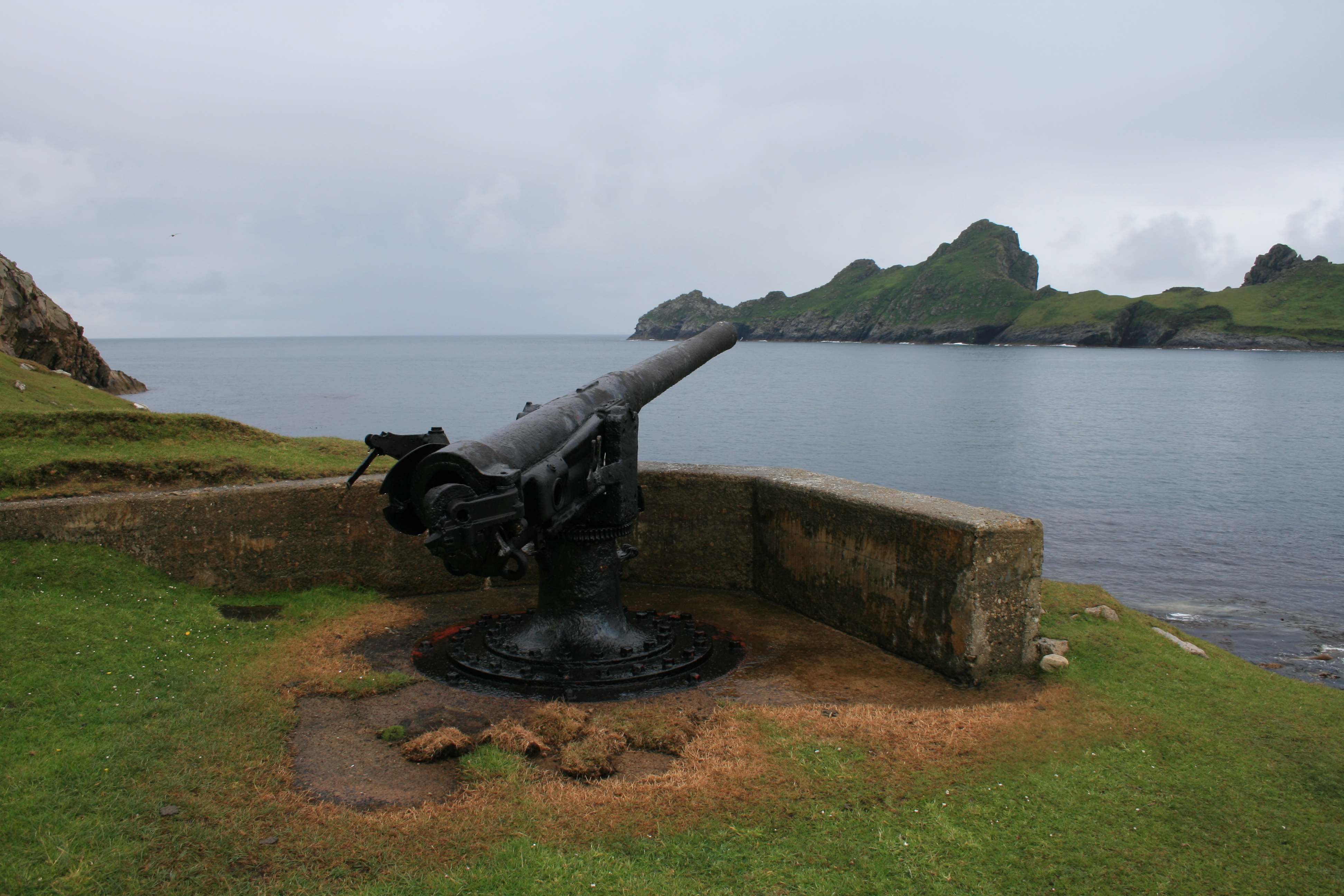
Działo QF na Hircie skierowane w stronę Dùn

W początkowej fazie I wojny światowej Royal Navy postawiła na Hircie stację nawigacyjną. Dzięki temu po raz pierwszy w historii archipelag nawiązał stały kontakt z głównym lądem. W odpowiedzi na to zdarzenie rankiem 15 maja 1918 niemiecki okręt podwodny przybył nad Village Bay i po formalnym ostrzeżeniu rozpoczął ostrzał wyspy. Wystrzelono siedemdziesiąt dwa pociski; bezprzewodowa stacja została zniszczona. Uszkodzono także kościół wraz z plebanią oraz magazyny nad molo, obyło się na szczęście bez ofiar w ludziach. Jeden z naocznych świadków tak to opisał: „Nie był on, jak byś to nazwał, zły okręt, ponieważ mógł zrównać z ziemią każdy dom, stały one w końcu wszystkie w jednym rzędzie. Chciał tylko własności admiralicji. Zabito jedną owcę… całe bydło, jak tylko usłyszało strzały, uciekło z jednego końca wyspy na drugi.”
W wyniku tego ataku na cyplu wznoszącym się nad Village Bay postawiono działo Mark III QF, nigdy jednak nie było ono użyte. Dla mieszkańców oznaczało to początek do regularnych kontaktów ze światem zewnętrznym oraz powolny rozwój ekonomii opartej na pieniądzu. Co prawda uczyniło to życie kildyjczyków  łatwiejszym, jednakże sprawiło również, że byli mniej samowystarczalni. Obydwa czynniki przyczyniły się do ewakuacji mieszkańców nieco ponad dekadę później.

### Ewakuacja

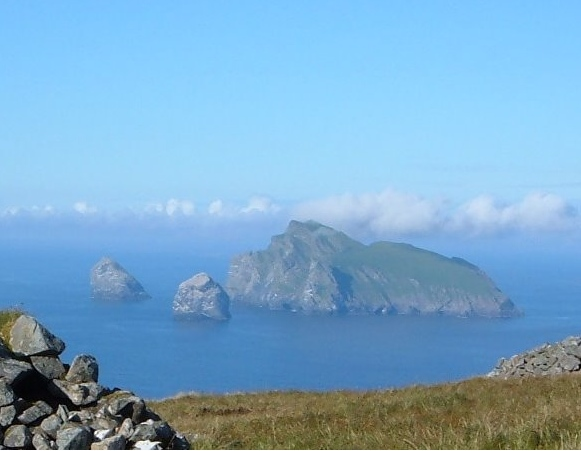
Boreray, Stac Lee oraz Stac an Armin (po lewej) ze szczytu Conachair

Wiele czynników doprowadziło do ewakuacji. Przez wieki wyspy pozostawały we względnej izolacji, do czasu gdy turystyka oraz obecność wojskowa podczas I WŚ skłoniły mieszkańców do poszukiwania alternatywy dla ubóstwa i monotonii życia powszedniego. Władze były niezdolne (lub nieprzychylne), by pomóc wyspiarzom, niedostępne były dla nich porządne radia oraz inna infrastruktura, mimo że kosztem milionów funtów dostarczono takową do bazy wojskowej. Pomimo zbudowania w 1902 roku małego mola, wyspy pozostawały na łasce pogody.
Po I wojnie światowej większość młodych ludzi opuściło wyspę, co doprowadziło do spadku populacji z 73 w 1920 do 37 osób w 1928. Po śmierci czterech ludzi na grypę w roku 1926 nastąpił okres nieurodzajów. Badania gleby, na której rosły uprawy, prowadzone przez uniwersytet Aberdeen odkryły skażenie ołowiem i innymi zanieczyszczeniami. Spowodowane to było nawożeniem przez mieszkańców swych pól uprawnych padliną ptaków oraz torfowym popiołem. Problem nie występował wcześniej i pojawił się, dopiero gdy nawożenie stało się bardziej intensywne. To mogło być jednym z czynników ewakuacji.  Śmierć z powodu zapalenia wyrostka robaczkowego młodej kobiety, Mary Gillies, w styczniu 1930, spowodowała, że ostatecznie 29 sierpnia 1930 pozostałych 36 mieszkańców zostało na własne życzenie ewakuowanych do Morvern w Szkocji.
Jak opisał to Charles Maclean:
Poranek w dniu ewakuacji zapowiadał idealny dzień. Słońce wznosiło się nad spokojnym i skrzącym się morzem, co dodawało wielkości imponującym klifom Oiseval…. Stosując się do tradycji, każdy z wyspiarzy zostawił w domu otwartą Biblię oraz małą kupkę owsu, zamknięto wszystkie drzwi i o 7 rano mieszkańcy wsiedli na pokład Harebell… Jakkolwiek proszono ich, by pozostali radośni podczas całej operacji, jak tylko długi róg wyspy Dun zniknął za horyzontem, zerwanie wszelkich więzów z przeszłością stało się faktem i St Kildanie utonęli w łzach.

Wyspa została zakupiona w 1931 przez lorda Dumfries (późniejszego 5 markiza Bute) od sir Reginalda MacLeoda. Przez następne 26 lat wyspa doświadczyła wielkiego spokoju, przerywanego tylko okazjonalnymi letnimi wizytami turystów lub członków rodzin St Kildan.

### Wojskowość a St Kilda

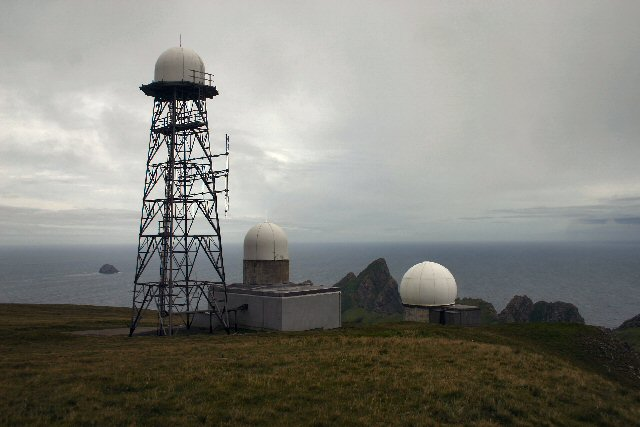
Wieża radionawigacyjna na Mullach Sgar

Podczas II wojny światowej wyspa nie miała znaczenia strategicznego i – jako niezamieszakana – nie brała udziału w żadnych wydarzeniach wojennych, jednakże pamiątką tych czasów są miejsca trzech katastrof lotniczych. W nocy z 3–4 czerwca 1943 stacjonujący na co dzień w Port Ellen na wyspie Islay Beaufighter LX798 rozbił się 100 m od szczytu Conachair. Rok później, zaraz po północy 7 czerwca 1944, w dzień po D-Day, łódź latająca Sunderland ML858 roztrzaskała się o czoło Gleann Mòr. Ku czci zmarłych w katastrofie lotników umieszczono w kościele małą tablicę pamiątkową. W roku 1943 na południowym wybrzeżu Soay rozbił się bombowiec Wellington. Do 1978 nie podjęto żadnych formalnych kroków w celu przebadania wraku, a jego identyfikacja do teraz nie została w pełni potwierdzona. We wraku znaleziono odznakę Royal Canadian Air Force, co sugeruje, że może być to HX448 z 7 OTU, zaginiony podczas lotu ćwiczebnego 28 września 1942. Inna teza twierdzi, że jest to wrak zaginionego 23 lutego 1943 Wellingtona LA995 z 303 FTU.

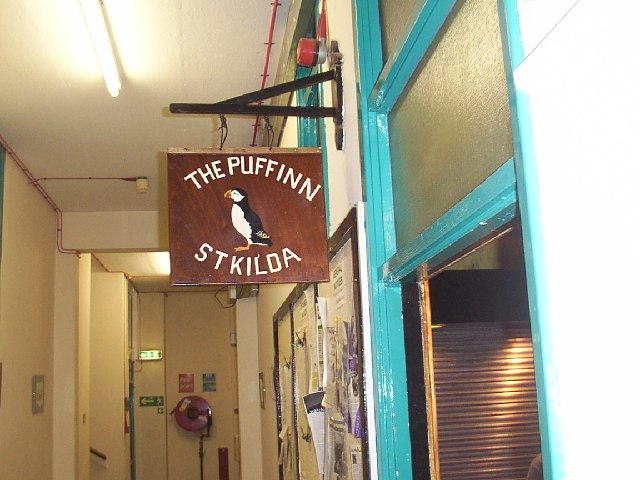
PuffInn – jedyny pub na wyspie, otwarty w 1957

W 1955 rząd Wielkiej Brytanii zdecydował o wcieleniu St Kildy w skład systemu antyrakietowego stacjonującego na wyspie Benbecula. Tym samym, w 1957 St Kilda ponownie stała się zamieszkałą. Od tego czasu postawiono wiele wojskowych masztów i budynków, wliczając w to pierwszy licencjonowany lokal – 'Puff Inn’. Ministerstwo Obrony wynajęło St Kildę od National Trust for Scotland za symboliczną opłatę. Główna wyspa po dziś dzień jest całorocznie zamieszkała przez małą liczbę cywilów pracujących w bazie wojskowej.

## Ochrona przyrody
Po śmierci markiza Bute 14 sierpnia 1956 roku zgodnie z jego wolą archipelag został oddany we władanie National Trust for Scotland, pod warunkiem że instytucja przyjmie dar w ciągu sześciu miesięcy. Po długich naradach komitet wykonawczy zaakceptował propozycję w styczniu 1957 roku. Rozpoczęła się powolna odnowa i konserwacja budynków w wiosce, większość prac wykonywali wolontariusze w okresie letnim. Dodatkowo rozpoczęły się badania nad populacją zdziczałych owiec rasy Soay sheep oraz innych aspektach środowiska naturalnego. W 1957 roku teren został uznany za rezerwat przyrody.
W 1986 roku wyspy, jako pierwsze w Szkocji, zostały wpisane na listę światowego dziedzictwa UNESCO, ze względu na swe lądowe walory przyrodnicze. W 2004 roku St Kilda otrzymała połączony „morski” status za swe niespotykane ukształtowanie pasa przybrzeżnego, środowiska zamieszkanego przez rzadkie oraz zagrożone gatunki, a także za ważne dla światowej populacji lęgowiska ptactwa morskiego. Do roku 2005 St Kilda pozostawała jednym z dwudziestu czterech miejsc na świecie wyróżnionych statusem Światowego Dziedzictwa za dwa – ‘przyrodnicze’ i ‘kulturowe’ znaczenie. Wyspa dzieli ten zaszczyt z takimi ważnymi dla świata miejscami jak Machu Picchu w Peru, góra Athos w Grecji czy Ukhahlamba/Góry Smocze w Afryce Południowej.
Kildyjski obszar objęty programem wynosi łącznie 24 201,4 hektarów, wliczając w to ląd i wodę. Powierzchnia lądowa wynosi 854.6 hektarów.
St Kilda jest ważnym dla Wielkiej Brytanii stanowiskiem archeologicznym (Scheduled Ancient Monument) oraz jest objęta programami National Scenic Area, Site of Special Scientific Interest, a także projektem Unii Europejskiej Obszar Specjalnej Ochrony Ptaków (w ramach projektu Natura 2000). Odwiedzające jachty mogą się schronić w zatoce Village Bay, jednak te, które chcą przybić do lądu, muszą wcześniej zgłosić ten fakt w National Trust for Scotland, ponieważ nie można wprowadzać do tak wrażliwego środowiska autochtonicznych roślin i zwierząt.
Środowisko wodne wokół wysp pełne jest podwodnych jaskiń, łuków i rozpadlin, co stanowi nie lada wyzwanie, ale również i wielką atrakcję dla nurków. Siła fal północnego Atlantyku jest tak wielka, że ich działania wyczuwane są 70 m poniżej poziomu morza. W 2008 roku National Trust for Scotland otrzymało wsparcie od ówczesnego szkockiego ministra środowiska, Michaela Russella, przy planie zabezpieczeń mających na celu niedopuszczenie żadnych szczurów ze Spinningdale – hiszpańskiej jednostki rybackiej pływającej pod brytyjską banderą i uziemionej na Hircie – do zejścia na ląd. Działania te spowodowane były poważną obawą, iż taki „abordaż” mógłby poważnie zakłócić życie osiadłego tu ptactwa. Potencjalnie niebezpieczny ładunek ze statku, taki jak paliwo, oleje, przynęty i zapasy, został bezpiecznie usunięty przez duńską firmę ratowniczą Mammoet przed sezonem lęgowym ptaków, zaczynającym się na początku kwietnia.

## Architektura

### Prehistoryczne budowle

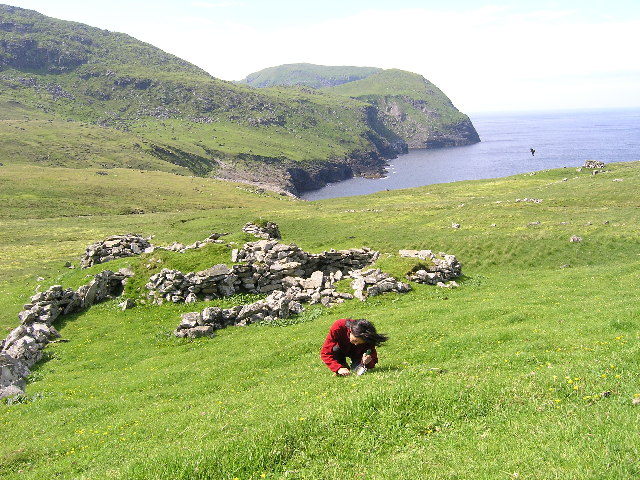
Ruiny na Gleann Mòr

Najstarsze konstrukcje na St Kildzie są jednocześnie najbardziej tajemniczymi. Sporych rozmiarów owczarnia znajduje się w głębi istniejącej wioski na An Lag Bho’n Tuath (angielskie: the hollow in the north, polskie: kotlina na północy) i zawiera osobliwe kamienne kręgi o ‘kadłubowych’ kształtach. Próbki gleby określają datę powstania na 1850 p.n.e. Konstrukcje te są unikalne i występują tylko na St Kildzie, ich przeznaczenie zaś jest nieznane. Na Gleann Mòr (na północny zachód od zatoki Village Bay powyżej centralnego grzbietu Hirty), znajduje się 20 'rogatych struktur’, ruin budowli z głównym placem o wymiarach 3 × 3 m, dwie lub więcej małych cel i podjazd uformowany z dwóch ścian zaostrzonych na kształt rogów. I w tym przypadku, struktury takie nie występują nigdzie indziej w Wielkiej Brytanii i Europie, a ich oryginalne przeznaczenie do teraz nie jest znane. Na Gleann Mòr znajduje się również Taigh na Banaghaisgeich, 'Dom Amazonki’. Jak odnotował Martin (1703), wiele z St Kildiańskich historii opowiada o kobietach-wojownikach.

Ta Amazonka słynie z tradycji: przetrwał jej kamienny dom lub mleczarnia; niektórzy z wyspiarzy mieszkają w nim całe lato, mimo że budowla ma już setki lat; w całości zbudowana z kamienia, bez użycia drewna, wapna, ziemi lub zaprawy do spojenia całości, zbudowana w formie okrągłej piramidy, zwężającej się ku górze, z otworem wentylacyjnym na szczycie, ogień zawsze rozpalany był na środku klepiska; kamienie są długie i cienkie, co rekompensowało brak drewna; główna część budynku może pomieścić nie więcej niż dziewięć siedzących osób; w głąb od ściany odchodzą trzy rozdzielone filarami legowiska lub komory, w każdym z tych miejsc można pomieścić pięciu ludzi; przy wejściu do jednego z tych niskich pomieszczeń umocowano na stojąco kamień, na który, jak mawiają, wojowniczka zwykle odkładała swój hełm; po drugiej stronie znajdują się dwa kamienie, na które miała odkładać swój miecz. Mówi się, że uwielbiała polować, a za jej czasów przestrzeń między tym miejscem a wyspą Harris była jednym ciągiem suchego lądu.

Podobne historie o kobiecie-wojowniku, która polowała na ziemi zatopionej obecnie między Zewnętrznymi Hebrydami a St Kildą pochodzą z wyspy Harris. Podwórze tej budowli pokrewne jest drugiej 'rogatej strukturze’ z najbliższego otoczenia, ale tak jak i sama „Amazonka” Martina, jej pierwotny cel bardziej jest legendą niż archeologicznym faktem.
Dużo więcej wiadomo na temat unikatowych cleiteanów, które setkami rozsiane są po archipelagu. Te kopulaste struktury zbudowane są z płaskich otoczaków pokrytych darniną. Taka konstrukcja przepuszczała wiatr poprzez szczeliny w murze, chroniła jednak dobrze przed deszczem. Budynki te używane były do magazynowania torfu, sieci, zboża, przechowywania mięsa i jaj, obornika, siana oraz jako zimowe schronienie dla owiec. Data wynalezienia tej kildyjskiej  konstrukcji jest nieznana, jednakże wiadomo, że były one używane od czasów prehistorycznych do ewakuacji w 1930. Na Hircie przetrwało ponad 1 200, zarówno nietkniętych, jak i zrujnowanych cleiteanów, kolejne 170 na sąsiednich wyspach. Występuje też wbudowany w ścianę kamienny krzyż z okresu wczesnego chrześcijaństwa, który najprawdopodobniej pochodzi z VII wieku. Znajduje się on w budynku nr 16 we współczesnej wiosce.

### Średniowieczna wioska

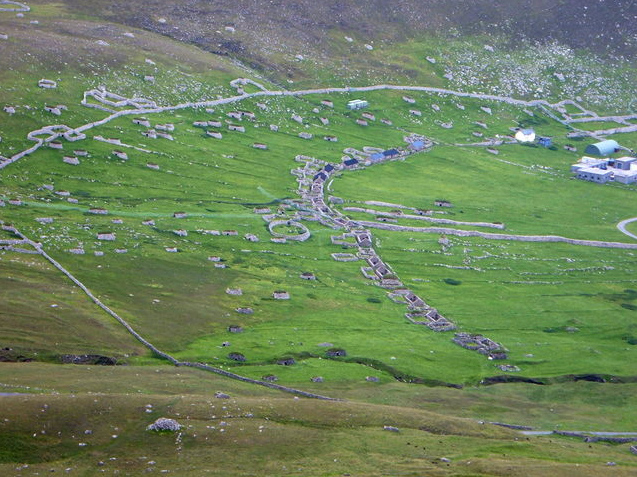
The Village. Head Wall otacza osadę, z Tobar Childa w lewym górnym rogu, XIX-wieczną ulicą „Street” w centrum oraz nową bazą wojskową po prawej

Średniowieczna wioska znajduje się niedaleko studni Tobar Childa, około 350 metrów od wybrzeża, u podnóża Conachair. Najstarszą budowlą jest podziemne przejście wraz dwoma małymi aneksami, zwane Taigh an t-Sithiche (domem wróżek), którego powstanie datowane jest pomiędzy 500 p.n.e. a 300 n.e. kildyjczycy wierzyli, że był to dom lub kryjówka, choć bardziej współczesne teorie sugerują, że była to lodownia.
Ocalały także obszerne ruiny muru, cleitean oraz pozostałości średniowiecznego ‘domu’ z aneksem w kształcie ulu. Niedaleko znajduje się ‘Bull’s House’, prostokątna struktura bez dachu, w której podczas zimy trzymany był wyspiarski byk. Sama Tobar Childa jest zasilana przez dwa źródła, znajdujące się zaraz za głównym murem. Mur ten zbudowany został dookoła Wsi, by zapobiec niszczeniu pól uprawnych, leżących w jego granicach, przez owce i bydło. Łącznie osada składała się z 25–30 domów. W większości były to black houses typowego projektu Hebrydzkiego, jednakże parę starszych budynków zostało wykonanych z gabionu, zazwyczaj pokryte darnią, rzadziej strzechą. Darń zabezpieczała przed wiatrem i deszczem. Starsze „ulowate” budynki bardziej przypominały zielone kopce niż mieszkania.

### Współczesne konstrukcje
Główny Mur zbudowany został w 1834, w czasach gdy średniowieczna wioska była opuszczona, w planach zaś była już nowa, pomiędzy Tobar Childa a morzem, około 200 metrów w dół zbocza. Pomysł ten był rezultatem wizyty na wyspie sir Thomasa Dyke Acklanda, posła z okręgu Devon. Przerażony prymitywnymi warunkami postarał się o dotację, która pozwoliła na zbudowanie zupełnie nowej osady składającej się z 30 domów. W październiku 1860 poważna wichura uszkodziła kilka z mieszkań. po tym zdarzeniu zmodyfikowano budynki. Zostało wtedy postawionych szesnaście współczesnych domów, wliczając w to nowy budynek zarządcy.
Domy te zostały zbudowane z samych kamieni, posiadały grube ściany, dachy zaś pokryte były darnią. Każdy z nich posiadał zazwyczaj tylko jedno maleńkie okno oraz mały otwór – rodzaj komina, którym wydostawał się dym z paleniska na środku pokoju, co sprawiało, że ściany w izbach były czarne. W zimie jeden z rogów pomieszczenia zajmowała krowa, raz w roku zaś słoma z podłogi była zamiatana i następnie rozrzucana na polu.

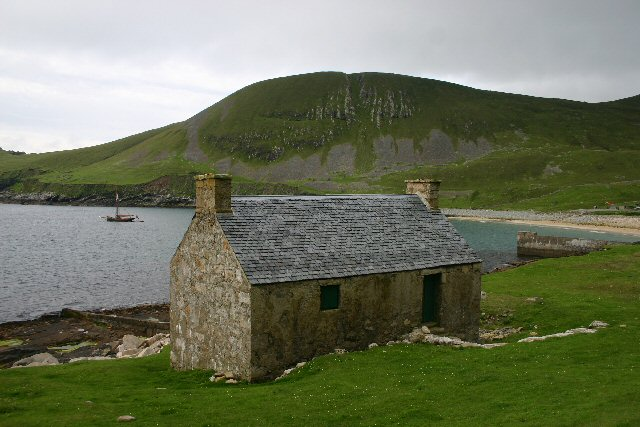
Feather Store, gdzie trzymano na sprzedaż pierze mew i głuptaków

Jedną z najbardziej przejmujących historii na Hircie niosą ze sobą ruiny 'Lady Grange’s House’ – domu lady Grange. Dama ta była żoną sympatyka Jakobitów James Erskina, lorda Grange. Po 25 latach małżeństwa małżonek uznał, że mogła ona podsłuchać zbyt wiele z jego zdradzieckich knowań. Porwał ją zatem i potajemnie ukrył w Edynburgu na sześć miesięcy. Stamtąd została odesłana na wyspy Monach, gdzie żyła w odizolowaniu przez dwa lata. W tym czasie mąż oficjalnie uznał ją za zmarłą i zaaranżował pogrzeb. Po tym zdarzeniu lady Grange została zabrana na Hirtę gdzie spędziła lata 1734–1742, i którą to opisała jako „a vile neasty, stinking poor isle”. Po nieudanej próbie ratunku została przeniesiona przez Erskina na wyspę Skye, gdzie zmarła. Dom ten to tak naprawdę duży cleit stojący na łąkach przy wiosce.

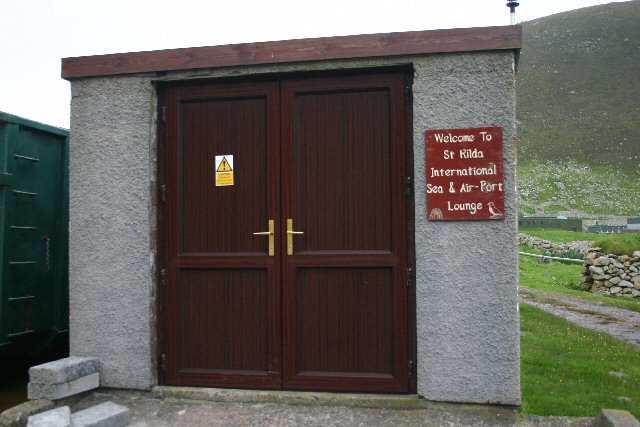
Ta 'Międzynarodowa Morska & Lotniskowa Poczekalnia’ sąsiaduje z lądowiskiem dla śmigłowców oraz przystanią

W roku 1860 przeprowadzono nieudane próby udoskonalenia części wybrzeża, gdzie przybijały statki, wysadzając skały. W roku 1877 zbudowano małe molo, jednakże dwa lata później zmył je sztorm. W 1883 reprezentacja komisji Napiera zasugerowała odbudowę, trzeba było jednak czekać aż do roku 1901 zanim Congested Districts Board przysłał inżyniera, który ukończył pracę rok później. Niedaleko, wzdłuż linii brzegowej znajdują się ogromne głazy narzutowe, znane na wskroś highlandów i wysp szkockich w XIX wieku jako Doirneagan Hirt – Otoczaki z Hirty.
W tym samym czasie na Hircie stały trzy kościoły. Największym był kryty strzechą kościół chrześcijański, stojący na miejscu cmentarza w centrum wioski i użytkowany w 1697. Budynek ten był jednak za mały by pomieścić całą populację, większość wiernych musiała zatem podczas mszy gromadzić się na dziedzińcu. Kościół St Brendan znajdował się ponad kilometr dalej na zboczach Ruival, kościół St Columba zaś na zachodnim końcu głównej ulicy. Niewiele jednak pozostało z tych budynków. Nowy kirk wraz z plebanią postawiony został na wschodnim końcu wioski w 1830, budynek zarządcy zaś w 1860.

### Budynki na innych wyspach

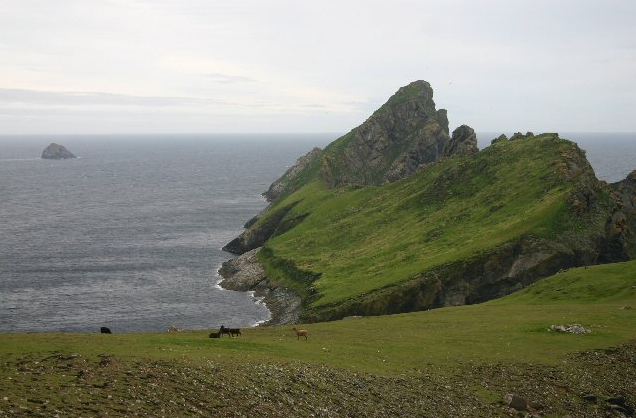
Wyspa Dùn, w głębi po lewej Stac Levenish

Dùn znaczy ‘fort’, i rzeczywiście można znaleźć tam pojedynczy i w znacznym już stopniu uszkodzony mur – pozostałość większej budowli, o której mówi się, że była zbudowana w odległej przeszłości przez firblogow. Jedynym ‘zamieszkałym’ miejscem jest Sean Taigh (stary dom), naturalna jaskinia używana czasem jako schronienie przez mieszkańców podczas wypasu owiec lub polowań na ptaki.
Soay posiada prymitywną chatę Taigh Dugan (dom Dugana). To tak naprawdę wykopana pod wielkim głazem dziura z dwoma prostymi ścianami po bokach. Legenda opowiada o dwóch braciach z Lewis, którzy przybyli na St Kildę by kraść owce, jednak jedyne co im się udało to nabawić kłopotów. Dugan został zesłany na Soay, gdzie zmarł. Drugi z braci, zwany Fearchar Mòr, został zesłany na Stac an Armin, gdzie warunki do życia były tak niesprzyjające, że popełnił on samobójstwo rzucając się w morskie fale.
Boreray z kolei może poszczycić się Cleitean MacPhàidein, 'wioską cleit’ składającą się z trzech małych bothies używanych regularnie podczas obserwacji i polowań na ptaki. Tutaj również znajdują się ruiny Taigh Stallar (domu stewarda). Lokalne podania mówią, że był on zbudowany przez  człowieka ze skał (ang. 'Man of the Rocks’), przywódcę rebelii przeciwko właścicielom ziemskim. Budowla ta jest przykładem 'Atlantic roundhouse' z czasów epoki żelaza. W 1724 powodu epidemii ospy jaka wybuchła na Hircie, trzech mężczyzn i ośmiu chłopców zostało tu przetransportowanych i pozostało na wyspie do przyszłego maja. Nie mniej niż 78 cleiteanów istnieje na Stac an Armin. Co nieprawdopodobne, małe bothy stoją również na stromym Stac Lee.

## Media i sztuka

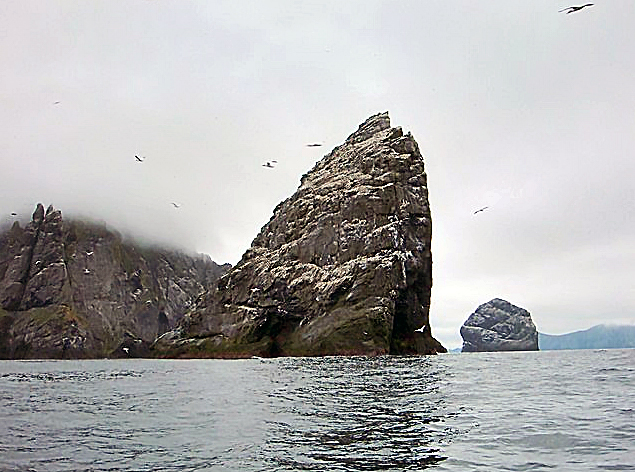
Widok na 'Stac an Armin’, po lewej wyspa ‘Boreray’, w głębi po prawej 'Stac Lee'

W 1937, po przeczytaniu o ewakuacji St Kildy, Michael Powell nakręcił film The Edge of the World o zagrożeniach, jakie niesie ze sobą to wyludnienie. Zdjęcia nakręcono jednak nie na rzeczonym archipelagu, lecz na szetlandzkiej wyspie Foula. Pisarka Dorothy Dunnett napisała krótkie opowiadanie „The Proving Climb”, opublikowane w 1973 w antologii Scottish Short Stories.
W 1982 szkocki filmowiec i reżyser teatralny Bill Bryden stworzył na zlecenie brytyjskiej telewizji Channel 4 dokument Ill Fares The Land. Film opowiadał o ostatnich latach wyspy. Obecnie dokument ten ma status archiwalny.
Fikcyjna wyspa Laerg, która pojawiła się w powieści z roku 1962 Atlantic Fury autorstwa Hammonda Innesa, jest literackim odbiciem wyspy Hirta.

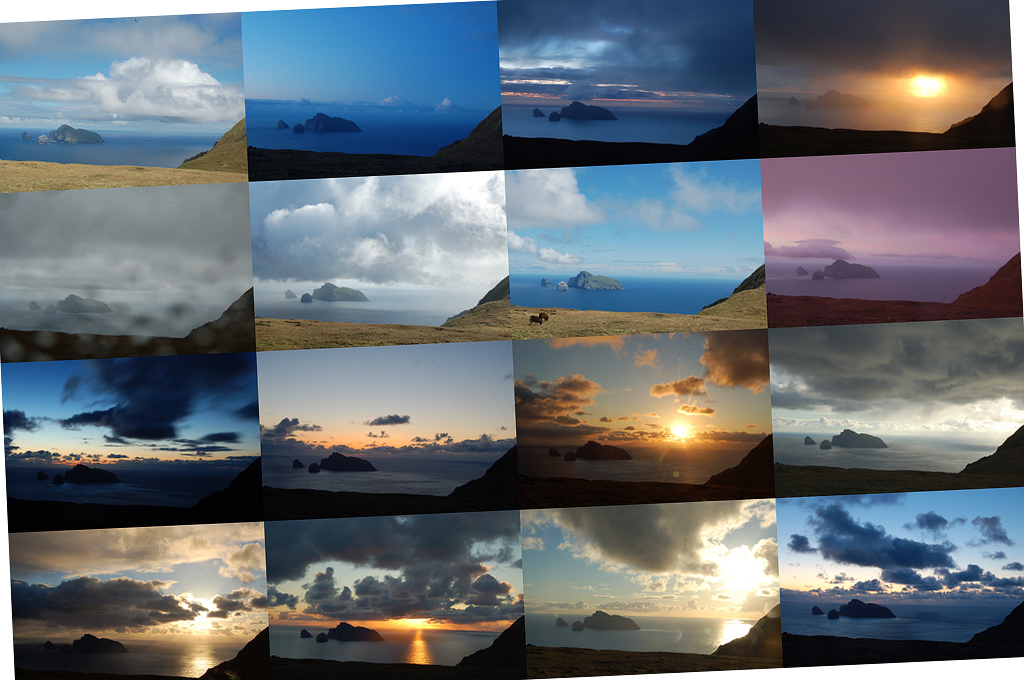
Poszczególne klatki obrazu rejestrowanego przez kamerę zainstalowaną na Hircie, ukazujące zmieniającą się pogodę

Szkocki zespół folkowo-rockowy Runrig nagrał piosenkę At the Edge of the World, która mówi o wyspiarzach, odizolowanym społeczeństwie oraz o tym jak „człowiek z St Kildy poszedł nad klif w zimowy dzień”. W sondzie z 2005 przeprowadzonej pośród czytelników Radio Times, St Kilda została uznana za dziewiąty w kolejności największy cud przyrody na Wyspach Brytyjskich. W 2007 szkocki rząd wsparł finansowo powstanie opowiadającej wyspiarskie losy, gaelickiej opery zatytułowanej St Kilda: A European Opera. Opera ta była wystawiana równocześnie w sześciu miejscach w Austrii, Belgii, Francji, Niemczech oraz w Szkocji podczas letniego przesilenia w 2007 roku. Jako część długotrwałej spuścizny, na wyspie Hirta umieszczono kamerę (z widokiem na północny wschód na Boreray), która rejestruje widok systemem poklatkowym. Nakręcono również Britain’s Lost World, trzyczęściowy dokument BBC o wyspach St Kilda, po raz pierwszy wyświetlony 19 czerwca 2008.